# Елија (Халкидики)
Елија (грч. Ελιά) је приморско насељено место у општини Ситонија у периферији Средишња Македонија, Грчка. Према попису из 2021. године било је 77 становника.
Елија је старије насеље али се први пут помиње на попису из 1981. године са једним становником.